# Nephus conjunctus
Nephus conjunctus é uma espécie de insetos coleópteros polífagos pertencente à família Coccinellidae.
A autoridade científica da espécie é Wollaston, tendo sido descrita no ano de 1870.
Trata-se de uma espécie presente no território português.